# Дечко Мандов
Дечко Иванов Мандов е български художник – живописец.

## Биография
Роден е на 17 ноември 1886 г. в с. Ачларе, Карнобатско. През 1912 г. завършва Държавното художествено индустриално училище (днес Национална художествена академия) при проф. Иван Ангелов и проф. Иван Мърквичка.
След края на следването работи като учител по русуване в Хасково и Казанлък.
Участва в много общи художествени изложби на СБХ и на дружеството „Съвременно изкуство“.